# مسجد چوک
مسجد شاهی چوک‌بازار (بنگالی: চকবাজার শাহী মসজিদ) که با نام مسجد چوک نیز شناخته می‌شود، مسجدی است که در منطقه بازار چوک در شهر قدیمی داکا، بنگلادش واقع شده‌است. این مسجد در سال ۱۶۶۴ توسط صوبه‌دار شایسته‌خان ساخته شد. این مسجد به این دلیل به مسجد شاهی معروف است که توسط صوبه‌دار شایسته‌خان تأسیس شده‌است. مسجد بر فراز یک سکوی مرتفع ساخته شده‌است. مسجد سه گنبدی بالای سکو که اکنون به ساختاری چند طبقه تبدیل شده است، در اصل کپی مسجد سه گنبدی دیگر شایسته‌خان در محوطه بیمارستان میتفورد در نزدیکی رودخانه بوریگانگا بود. چند اتاق مربع شکل برای امام و طلاب مدرسه ساخته شده‌است. امروزه طراحی اولیه ساختمان بسیاری از شکل اولیه خود را از طریق بازسازی‌ها و توسعه‌های متعدد از دست داده‌است. این مسجد به دلیل داشتن مناره رنگین کمانی مشهور است.

## طراحی داخلی و خارجی

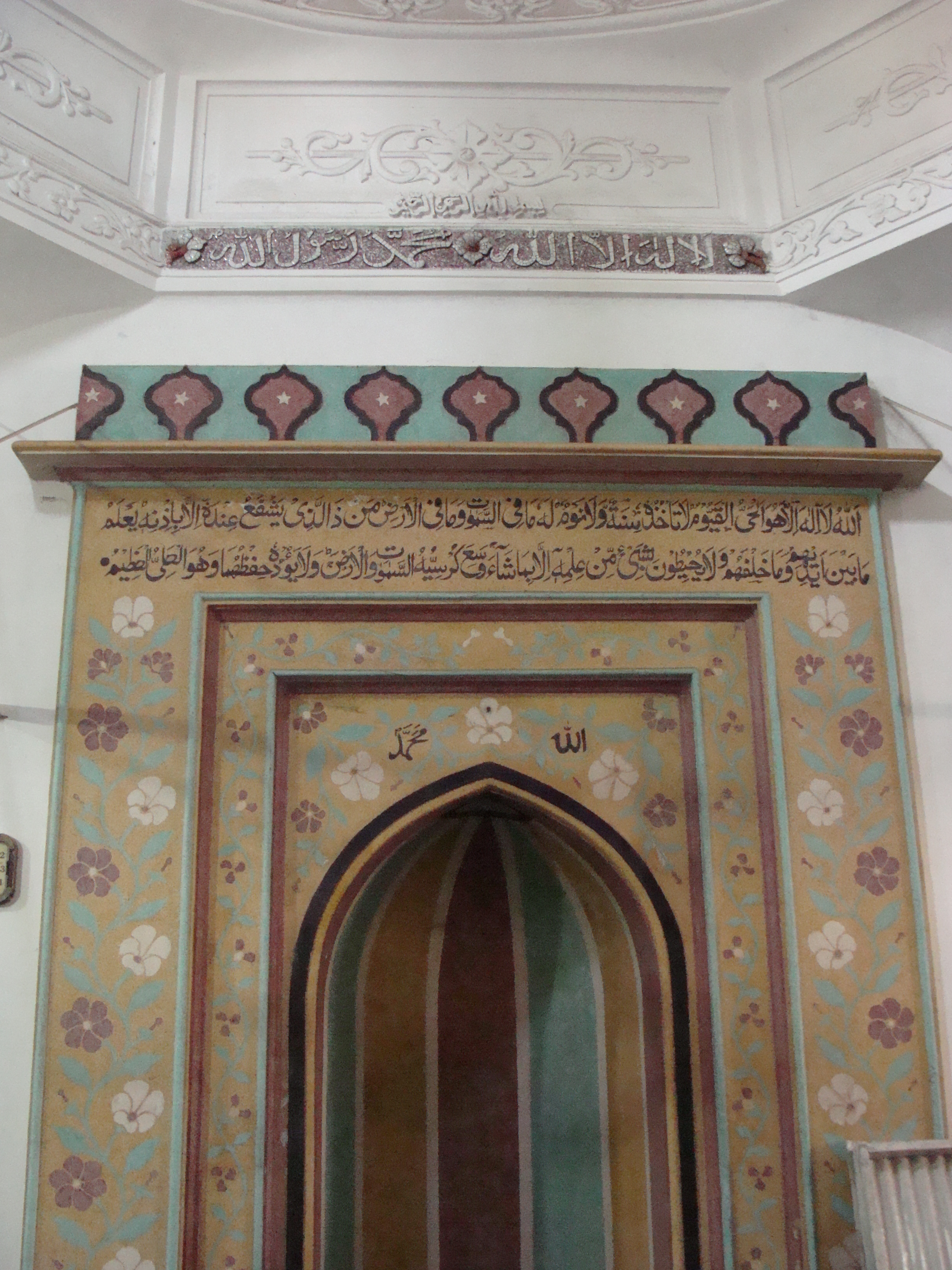
محراب مرکزی

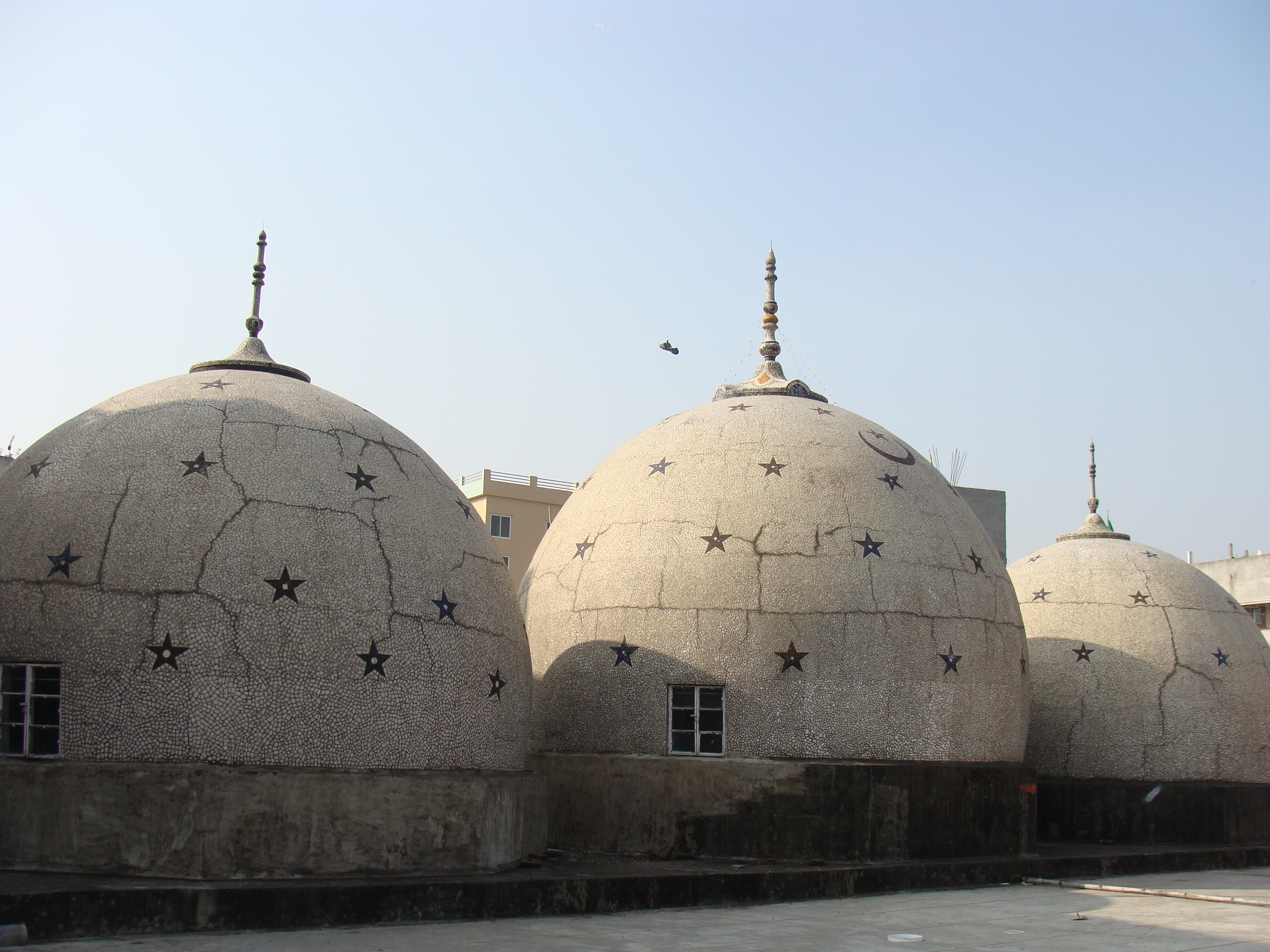
سه گنبد

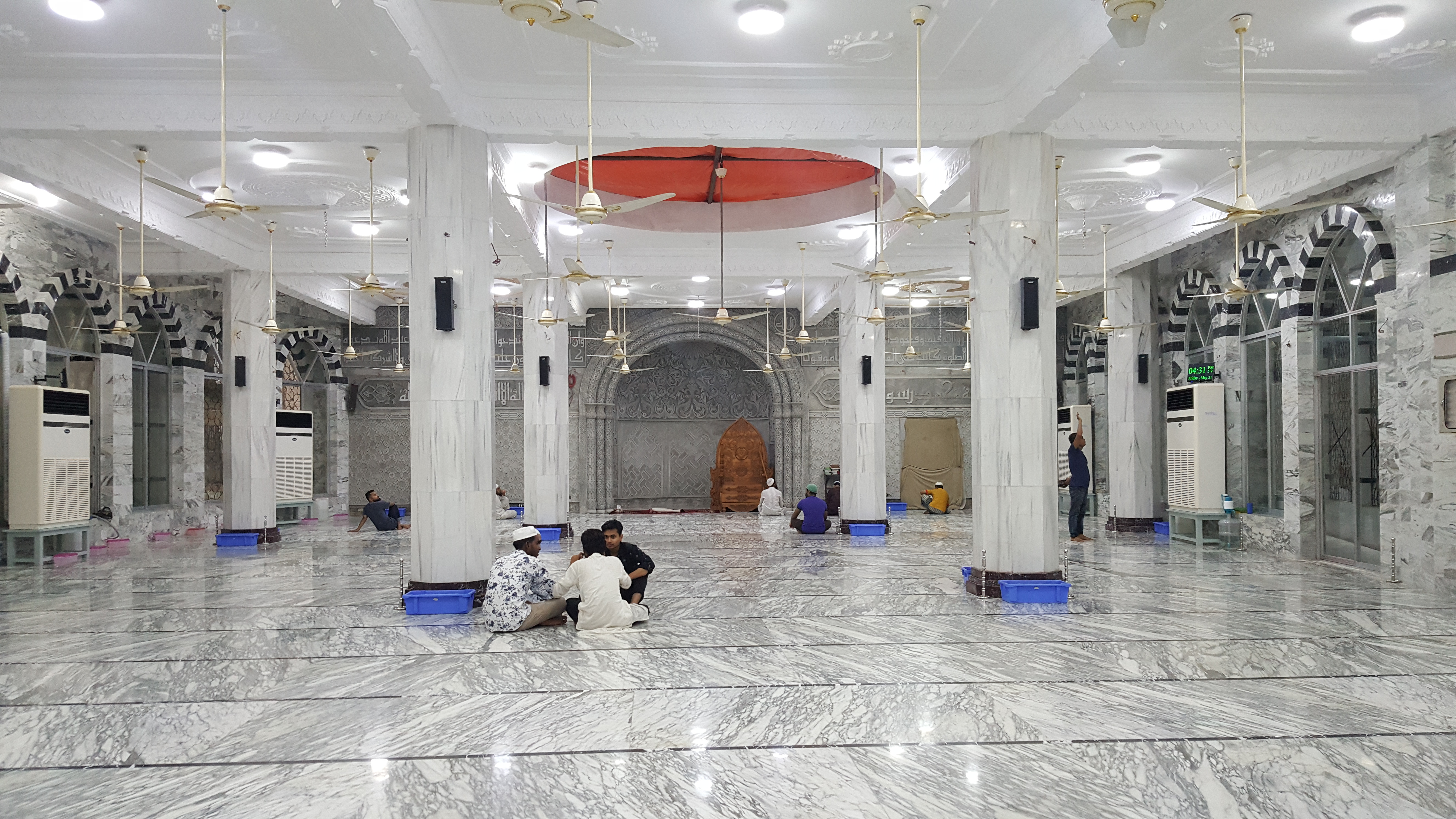
نمای داخلی مسجد در می ۲۰۱۹

گردشگاه اطراف نمازخانه سه گنبدی، از آنجایی که ساختار جداگانه‌ای برای مطالعه وجود نداشت، احتمالاً برای کلاس‌های فضای باز استفاده می‌شد و اتاق طاقدار با قفسه‌های کتاب روی دیوارهای آنها در زیر سکو احتمالاً برای تأمین مسکن مسکونی طراحی شده بود. برای کسانی که قبلا اینجا تدریس می‌کردند و درس می‌خواندند. در این زمینه می‌توان مسجد چوک را به عنوان اولین نمونه شناخته شده مسجد مدرسه مسکونی در نظر گرفت.
در این بنا روشی مبتکرانه برای قرار دادن دو بنا - مدرسه و مسجد در یک ساختمان واحد که نه تنها باعث صرفه جویی در فضا شده است، بلکه مقدار قابل توجهی نیز در هزینه ها صرفه‌جویی کرده است.

## تاریخ

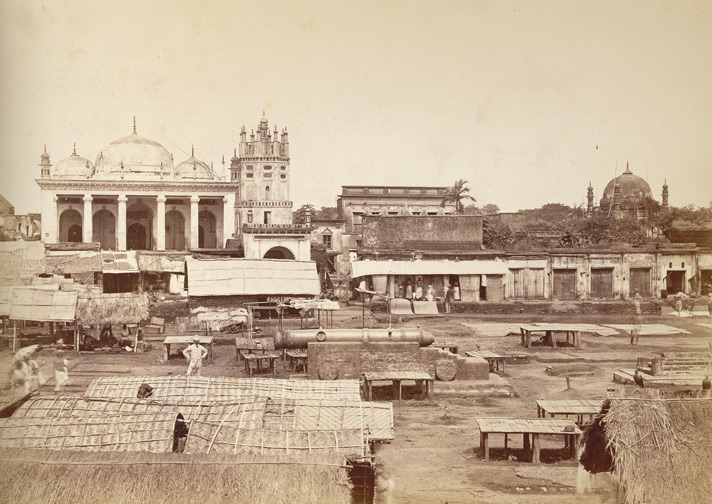
مسجد شاهی در بازار چوک (در سمت چپ بالا) - عکس گرفته شده توسط جانستون و هافمن در سال ۱۸۸۵

قدمت این بنا، بر اساس کتیبه‌ای به زبان فارسی که بر سر درگاهی نصب شده، به سال ۱۶۶۴ می‌رسد.

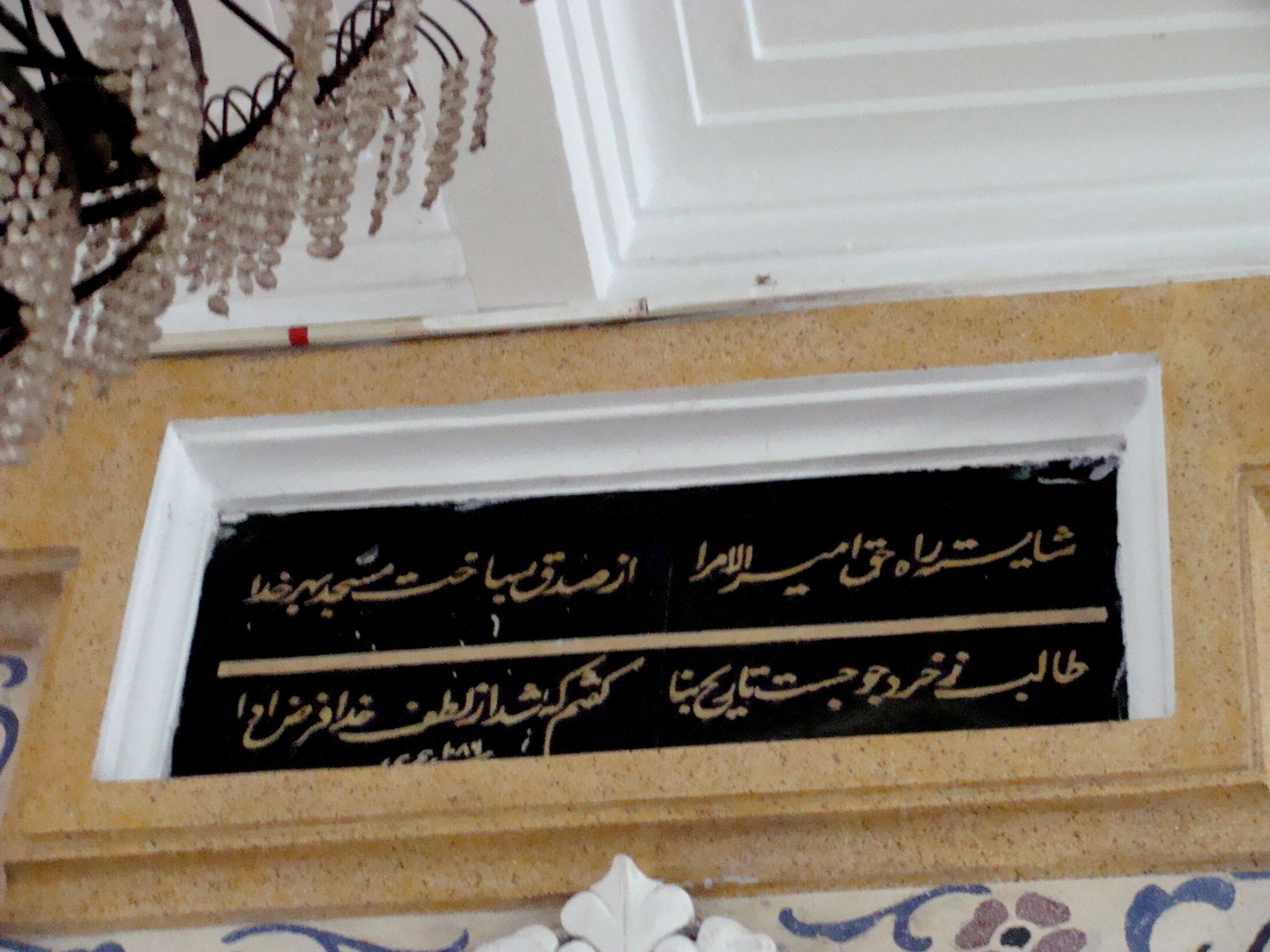
در این کتیبه آمده است: «امیرالعمر شایسته‌خان این مسجد را برای رضای خدا بنا کرد / به سالک (طالب) که تاریخ آن را جویا شد - گفتم: فرمان خدا انجام شد / سال ۱۰۸۶ هجری قمری (۱۶۷۶-۱۶۷۵ میلادی)» گفته می‌شود که شایسته‌خان خود شعر این کتیبه را سروده‌است، زیرا نام شعر او «طالب» بوده است.

کتیبه این پروژه را به صوبه‌دار شایسته‌خان نسبت می‌دهد. تاکنون شناخته شده است که این اولین مسجد تاریخی در تاریخ معماری مسلمانان در بنگال است که بر روی یک سکوی طاقدار بلند ساخته شده است. طراحی معماری آن شاید مانند مسجد خیرکی یا مسجد کلان دهلی، تحت تأثیر معماری تغلق بوده است. تحت تأثیر این ساختار مساجد دیگری در داکا و مرشدآباد ساخته شد.

## بیشتر خواندن
- مامون، م (1993). داکا-اسمریتی بیسمریتیر نوگوری. داکا: آنانیا (صفحه 78)
- حسین، AB (2007). معماری - تاریخ در طول اعصار. داکا: انجمن آسیایی بنگلادش (صفحه 287)
- کریم، عبدالله. (1992) مجموعه کتیبه های عربی و فارسی بنگال. داکا: انجمن آسیایی بنگلادش (صفحه 469)